# 非洲食蟲上目
非洲食虫上目（学名：Afroinsectivora）是包含了象鼩目和非洲猬目的一个演化支。 这个演化支有象鼩、金毛鼹科和马岛猬科等代表性物种。

## 分类
- 非洲食虫上目 Afroinsectivora
  - 象鼩目 Macroscelidea
    - 象鼩科 Macroscelididae

  - 非洲猬目 Afrosoricida
    - 金毛鼹科 Chrysochloridae
    - 马岛猬科 Tenrecidae
    - 獭鼩科 Potamogalidae